# Snönicka
Snönicka (Pohlia drummondii) är en bladmossart som beskrevs av Andrews in Grout 1935. Snönicka ingår i släktet nickmossor, och familjen Bryaceae. Arten är reproducerande i Sverige. Inga underarter finns listade i Catalogue of Life.